# Solwytschegodsk

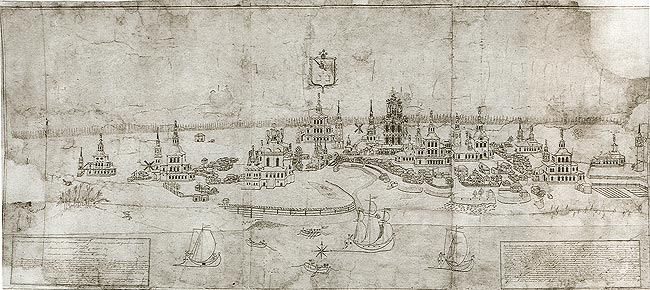
Solwytschegodsk anno 1793

Solwytschegodsk (russisch Сольвычего́дск) ist eine Kleinstadt in Nordwestrussland. Sie gehört zur Oblast Archangelsk und hat 2460 Einwohner (Stand 14. Oktober 2010).

## Geografie
Die Stadt liegt etwa 480 km südöstlich der Oblasthauptstadt Archangelsk am rechten Ufer der Wytschegda, eines rechten Nebenflusses der Nördlichen Dwina.
Solwytschegodsk gehört zum Rajon Kotlas und ist vom Rajonverwaltungszentrum 15 Kilometer entfernt.
Das Klima ist subarktisch kontinental, mit langen kalten Wintern und kurzen kühlen Sommern. Die Durchschnittstemperatur im Januar beträgt −14 Grad, im Juli +17 Grad Celsius. Der mittlere Jahresniederschlag ist 550 mm.

## Geschichte
Die Stadt entstand vermutlich im 14. Jahrhundert und wurde erstmals 1492 urkundlich erwähnt unter dem Namen 'Usolje' beziehungsweise 'Usolsk' (russisch: „у соли“, deutsch: „beim Salz“), wegen ihrer Lage an den nahegelegenen Salzseen.
Vor allem die Kaufmannsfamilie Stroganow hatte einen wesentlichen Einfluss auf die Entwicklung der Stadt. Zum einen gründeten die Stroganows zu Beginn des 16. Jahrhunderts die ersten Salinen, die bis zum Beginn des 18. Jahrhunderts bestanden. Zum anderen nahmen sie Einfluss auf andere Bereiche der Stadt und baute unter anderem Kirchen oder auch die ersten Werkstätten für Kunsthandwerk auf. Durch die Salzproduktion und den Salzhandel wuchs die Stadt stetig. Vom 16. bis 17. Jahrhundert war Solwytschegodsk ein wichtiges handwerkliches und kulturelles Zentrum Nordrusslands. Bekannt war die Stadt besonders für ihre bemalte Emaille.
1708 erhielt es Stadtrecht (1796 erneuert). Nach 1796 wurde Solwytschegodsk Teil des Gouvernements Wologda und Hauptort eines Ujesd. Im 19. und zu Beginn des 20. Jahrhunderts war Solwytschegodsk auch politischer Verbannungsort, so 1908–1910 für Josef Stalin.
Seit 1923 ist Solwytschegodsk ein Kurort. 1937 wurde es Teil der Oblast Archangelsk.

## Einwohnerentwicklung
Die folgende Übersicht zeigt die Entwicklung der Einwohnerzahlen von Solwytschegodsk.
| Jahr | Einwohner |
| ---- | --------- |
| 1897 | 1.788     |
| 1926 | 2.100     |
| 1939 | 3.018     |
| 1959 | 3.545     |
| 1970 | 3.851     |
| 1979 | 4.094     |
| 1989 | 4.004     |
| 2002 | 2.843     |
| 2010 | 2460      |

Anmerkung: Volkszählungsdaten (1926 gerundet)

## Wirtschaft und Verkehr
Solwytschegodsk ist bekannt als balneotherapeuthischer Kurort. Es beherbergt Sanatorien, Thermen und Heilbädern, in deren Nähe sich zahlreicher Mineral- und der Heilschlammquellen befinden.
Sowohl in Kotlas als auch im nahe gelegenen Korjaschma befinden sich Eisenbahnstationen, welche über einen Linienbusverkehr zu erreichen sind. Des Weiteren besteht ein Fährverkehr zur Stadt Kotlas.

## Söhne und Tochter der Stadt
- Simon von Soiga (?–1562), Heiliger der Russisch-Orthodoxen Kirche
- Alexei Soskin (1761–1822), Lokalhistoriker
- Nikolai Ostolopow (1783–1833), russischer Dichter und Übersetzer
- Iwan Chaminow (1817–1884), Kaufmann und Wohltäter
- Nikolai Baskakow (1905–1995), Ethnologe und Philologe, Türkologe
- Lieselotte Kattwinkel (1915–1993), deutsche Schriftstellerin, Übersetzerin und Fotografin
- Pjotr Feofilow (1915–1980), Physiker